# 上涅克
上涅克，是匈牙利托尔瑙州所辖的一个村。总面积32.02平方公里，总人口1025，人口密度32.0人/平方公里（2011年1月1日）。